# Myrmica schencki
Espèce
Myrmica schencki est une espèce de fourmis de la sous-famille des Myrmicinae et du genre Myrmica présente sur l'ensemble de Paléarctique. Ces petites fourmis rouges peu courantes consomment du pollen et entretiennent une relation symbiotique avec le papillon Azuré de la croisette.

## Distribution et habitat

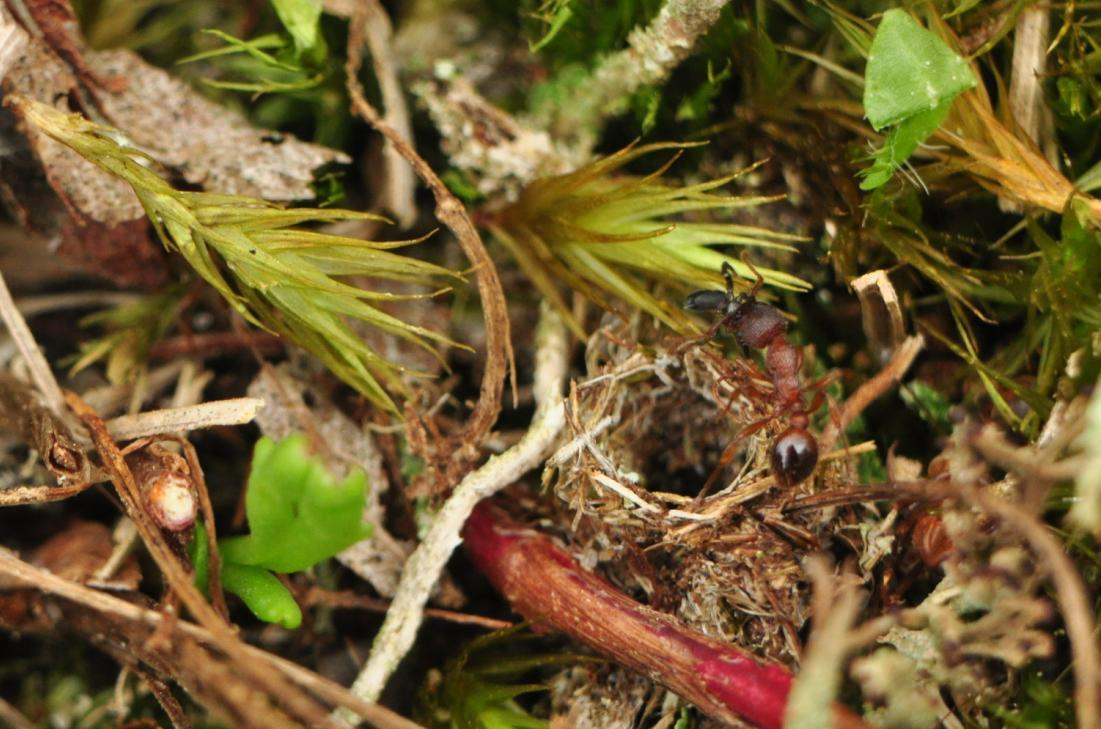
Entrée d'une colonie de Myrmica schencki (Danemark)

Myrmica schencki est répartie dans toute l'Europe océanique et continentale (de la Grande-Bretagne au nord de l'Espagne, du centre de la Fennoscandie au nord de l'Italie et au sud des Balkans), dans le Caucase, la Turquie, en Sibérie occidentale, au Kazakhstan, dans les montagnes du Tien-Shan et de l'Altaï, et près de Krasnoïarsk en Sibérie orientale[réf. nécessaire].
Cette espèce apprécie les habitats secs dans des zones ouvertes et des forêts. Les nids se trouvent dans le sol, parfois dans des touffes d'herbe ou de mousse. Les colonies sont monogynes avec quelques centaines d'ouvrières. Cette espèce peut se nourrir partiellement de pollen – un phénomène rarement documenté chez les fourmis.

## Parasitisme

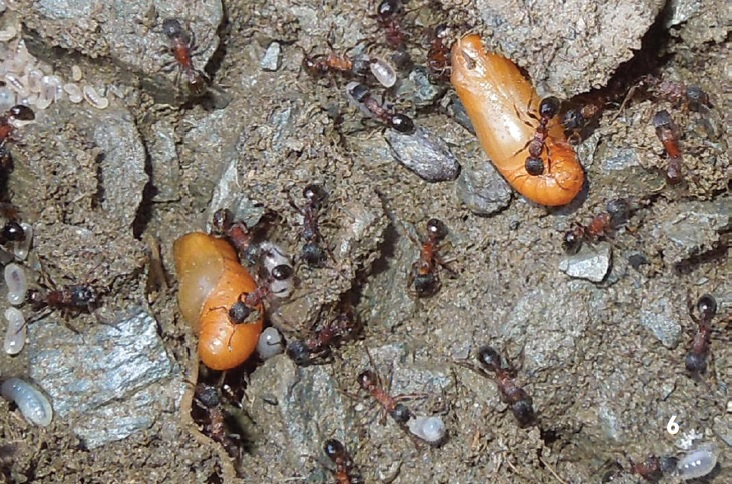
Chrysalides d'Azuré de la croisette dans un nid de Myrmica lobulicornis.

La colonie de M. schencki est parasitée par les larves de l'Azuré de la croisette (Phengaris rebeli) qui libèrent des produits chimiques faisant croire aux fourmis que les larves de papillon sont des larves de fourmis et doivent être ramenées à la colonie.  Dans la fourmilière, les chenilles et les chrysalides de P. rebeli sont capables d'imiter le son que fait la reine, ce qui amène les fourmis à nourrir préférentiellement les chenilles plutôt que leurs propres larves.  Alors que les ouvrières sont incapables de distinguer la reine des chenilles et chrysalides de P. rebeli, la reine commence à les traiter comme des rivales.  Moins fréquemment, la colonie de M. schencki peut également être parasité par Phengaris arion . Contrairement à P. rebeli, P. arion adopte davantage une relation prédatrice avec les fourmis, ce qui est généralement considéré comme une stratégie moins efficace. 